# Deník (Chuck Palahniuk)
Deník (v originále anglicky Diary) je román amerického spisovatele Chucka Palahniuka, vydaný v originále v roce 2003. Jde o psychologický román napsaný tradiční deníkovou formou (odtud název). V románu se vyskytují mnohé (spíše pesimistické) úvahy o umělecké tvorbě a jejím smyslu (hlavní hrdinka Misty je nesmírně talentovaná malířka) a o životě vůbec.
Román je stylizován jako "kómatický deník" hrdinky Misty Wilmotové, jejíž manžel v důsledku pokusu o sebevraždu upadl do kómatu a kterou její matka donutila psát si tento deník pro svého manžela pro případ, že by se z kómatu probral, podobně jako to údajně dělali námořníci a jejich manželky při dlouhém odloučení od rodiny. Mnoho pasáží v románu proto manžela Petera Wilmota přímo oslovuje, zpravidla obviňuje ze zničení Mistina života, mnoho pasáží také oslovuje čtenáře.
V českém překladu Richarda Podaného byl vydán v roce 2006.

## Děj
Misty Marie Wilmotová, za svobodna Kleinmanová, je stárnoucí tloustnoucí servírka v hotelu Potchkeysea na stejnojmenném ostrově. Ostrov je rájem letních lidí – boháčů, kteří se v létě vrací na prosluněný hotel, kde si pronajímají domy od místních. Tito jsou díky tomu nuceni pracovat v podřadných zaměstnáních jako servírky, uklízečky, kuchaři atd., a sloužit nájemníkům. Misty má dceru Tabi se svým manželem Peterem, který se pokusil o sebevraždu v kufru svého auta a nyní je už půl roku v kómatu. Aby Misty zabezpečila sebe, dceru, Peterovu léčbu a svou tchyni Grace Wilmotovou, musí pracovat jako servírka a vzdát se svého snu a dětské lásky – malování.
Když byla Misty malá, žila s matkou v přívěsové kolonii v Tecumseh Lake. Odmala toužila po tom, že bude žít ve velkém kamenném domě, toužila po velkých zahradách a po krásném bohatém místě k životu. Trávila hodiny kreslením a malováním takových míst, která si vysnila a která dokázala zachytit s neuvěřitelnou přesností. Malování ji naplňovalo a proto šla na uměleckou školu. Tam se seznámila s Peterem, ne právě okouzlujícím hastrošem, který se rád zdobil starými šmuky, brožemi náušnicí atd., které obsahovaly falešné diamanty a skleněnou bižuterii. Kamínky na špercích Misty milovala a Peterovi se zase silně líbilo Mistino nadání pro malbu. Peter byl známý tím, že se pohybuje v přítomnosti děvčat a že tyto z něj někdy mívají strach, neb se je snaží ulovit. Ale Misty se cítila přitahována jeho šperky a netrvalo dlouho a začali spolu chodit. Na schůzkách ji Peter obdarovával některými ošoupanými šmuky a Misty mu na oplátku dávala své obrazy, k nimž choval neskrývaný obdiv. Protože se většina slavných malířek proslavila nějakým excesivním činem, často odporného charakteru, měla Misty navzdory podpoře Petera pocit, že jí chybí inspirace, že neví, co má malovat. Peter jí často říkal, že bude velmi slavná a bohatá a jen tak mimochodem ji požádal o ruku. Misty sama nevěděla, proč na to kývla, těšila se ale na život na ostrově Potchkeysea ve velkém domě rodu Wilmotových. Peter zastával názor, že každé velké umělecké dílo vzniklo z utrpení, z bolesti. Že velcí umělci tvořili své nejlepší kusy v době, kdy je ničily choroby a nemoci, způsobené třeba otravou z chemikálií v barvách, jež používali. Misty ani Peter školu nedokončili, Misty otěhotněla. Ačkoliv ji Peter přesvědčoval o tom, že těhotná určitě není, našla Misty ve svém pesaru uměle vytvořenou dírku a neustále jí docházela spermicidní pěna. Negativní těhotenský test, který jí přinesl Peter a který Misty použila, neměl originální obal a již páchl močí. Tak se narodila Tabi a všichni se přestěhovali na ostrov. V té době byl ale již v úpadku a přežíval z nájezdů turistů a letních lidí, na každém rohu visely reklamy a obyvatelé přežívali v podkroví svých pronajímaných domů. Peter i jeho matka Grace přesvědčovali Misty o tom, že to bude ona, kdo svým uměleckým nadáním přinese ostrovu opět bohatství a slávu. Podle Grace vydrží bohatství tři generace. První jej nabyde, druhá jej udržuje a třetí generaci dojde.
Nyní je Misty čtyřicátnicí, která nosí jídlo, aby měla na nájem. Malování nenávidí, její sny jsou zničené a chvíle si zpříjemňuje alkoholem a prášky. Peter je v kómatu, Grace pracuje v agentuře shánějící porcelán do neúplných servisů. Gracin manžel a Peterův otec Harrow, řečený Harry, zemřel a byl zpopelněn. Jako by nestačilo, že má Misty plné zuby svého života, začnou se objevovat telefonáty od letních lidí, kteří přijeli na prázdniny do svých pronajatých domů, které Peter před svým pokusem o sebevraždu rekonstruoval. Lidé si stěžují, že jim zmizely pokoje. Že se na jejich původních místech objevila pouze stěna, která kdysi určitě obsahovala dveře, ale nyní je neprostupná. Jedním ze stěžovatelů je Angel Delaporte, důstojně působící pán, který si pronajal sídlo rodiny Wilmotových a taktéž mu zmizel pokoj. Misty dorazila na místo a setkala se s Angelem, ten byl ale zaujat celou situací. Probourali otvor do stěny a uvnitř nalezli vzkazy, které Peter zanechal ve stěně. Byla to prý stavařská tradice, že se do nových stěn ukládaly zprávy a vzkazy. Tyto vzkazy ale obsahovaly varování před zkázou a popisy Misty jako tlusté, odporné a páchnoucí ženy. Angela to zaujalo z grafologického hlediska, byl přesvědčen, že pisatel trpěl hlubokými depresemi a měl špatný vztah s otcem. Toto vše samozřejmě Misty nic neříkalo. Takto zkoumali více domů a když jednou Angel zmínil, že má bolest hlavy, Misty mu věnovala dva z prášků, které jí na migrénu předepisoval místní doktor Touchet, jenž se o ni i její rodinu léta staral.
Čím dál více Grace mluvila o tom, že Misty jistě přinese svým uměním slávu a bohatství ostrovu. Ta se ale malování nedotkla od doby, co byla na škole a neměla k tomu chuť ani čas, musela pracovat. Grace často listovala ve starém deníku, jehož původ Misty neznala. Když měla malá Tabi narozeniny, Misty se ptala, co by si nejvíc přála. A Tabi, která trávila hodně času s babičkou, vyslovila přání pikniku v lese na Potchkeyseaském mysu. Tam se tedy matka s dcerou vydaly, Tabi nesla koš se sendviči, až dorazily na místo plné starých soch, zřejmě někdejší relaxační oblast v antickém stylu. Odkudsi se vynořila Grace – nesla bednu s malířským náčiním, které Misty patřilo na škole a dlouhá léta na něj jen sedal prach. Tabi to měla s Grace dobře naplánované, řekly, že se vrátí večer, aby Misty nebránily v inspiraci. Misty v dlouhé chvíli nejprve snědla sendviče, ale z těch se jí udělalo nesnesitelně zle, chytala křeče do břicha a defekovala, čímž si zničila kalhotky. Křeče ustávaly ve chvíli, kdy se pokusila malovat. Nemalovala vědomě, měla zavřené oči a prostě nechala ruku volně jezdit po plátně.
Misty skončila v léčbě doktora Toucheta, její nevolnost způsobila otrava jídlem. Když se opět setkala s Angelem, byl zaskočen technickou dokonalostí její malby a okamžitě ji od ní odkoupil. Utržené peníze Misty podpořily a opět dostala chuť malovat. Nakoupila si nové barvy, papíry, štětce a další potřeby, ale v tu chvíli jako by odešla inspirace. Ať se snažila malovat cokoliv, nešlo jí to. Začala se o umění opět zajímat, začala chodit do knihovny. Tam v knihách, které si četla, nacházela vzkazy od Constance Burtonové a Maury Kincaidové, které ji varovaly, že bude zničena, že ji lidi zneužijí a zahubí apod.
Misty se dobrovolně vrátila k malování. Když však stála před plátnem, nestálo to za nic. Inspirace nepřicházela, obrazy byly mizerné, Misty nebyla spokojená. Jednou za ní přišla Tabi a když viděla, jak se trápí, prozradila jí, že tehdy v lese ji s babičkou pozorovaly a všimly si, že má zavřené oči. Naznačila, že třeba inspirace přijde sama, pokud oči zavře a tak své matce obě oči zalepila a najednou to šlo.
Jednou ji navštívil detektiv Stilton. Poprvé se s ním Misty setkala v souvislosti s mizejícími pokoji po práci Petera, nyní ale přinesl detektiv podivnou otázku, a totiž, zda Peter nebyl členem Ku Klux Klanu. Domy, v nichž Peter ztrácel pokoje, totiž začaly podléhat požárům. Vždy se jednalo o domy pronajaté letními lidmi, turisty, celé to působilo tak, jako by je někdo chtěl odradit od přijíždění na ostrov. Až když detektiv viděl Petera v hlubokém kómatu nereagujícího na bolest, usoudil, že to spáchat opravdu nemohl.
V práci se stala zvláštní věc. Misty zakopla (na místě, kde nebylo oč zakopnout) a doktor Touchet jí dal nohu do sádry. Ačkoliv ji noha nebolela vůbec, mělo to prý být preventivní řešení. Misty měla pocit jakéhosi spiknutí, neboť měla důvodné podezření, že do ní vrazil její kolega a kvůli němu teď ležela v těžké sádře v pokoji, aniž by jej mohla opustit. Tabi se jí ptala, zda to bolí, avšak Misty se cítila naprosto zdravá. Když Tabi odcházela, dala jí skicák, kdyby náhodou přišla inspirace.
Dlouhou chvíli se sádrou si opravdu začala opět zpříjemňovat malováním. Sedávala na vysoké stoličce u stojanu a se zavřenýma očima malovala, co jí přišlo na mysl. Všichni ji v tom podporovali, Tabi, a později i Grace, zůstávala u Misty v pokoji, dávala na ni pozor a vyměňovala plátna, když Misty domalovala. Obrazy se množily a ostrované stále mluvili o výstavě a mistrovském díle. Misty jednou měla zvláštní vidění ve snu, a totiž plující tělíčko po hladině. Tabi prý byla vylovena utopená z moře. Misty přemluvila Grace a doktora, aby mohla sejít dolů do hotelové haly, kde leželo mrtvé tělíčko. Byla jí píchnuta injekce a usnula dřív, než tělíčko spatřila.
Nyní Misty neměla nic, než malování. Čas tak trávila pouze se zavázanýma očima u stojanu, občas zaslechla potěšenou pochvalu Grace, která jí vyměňovala plátna. V době, kdy Misty dokončovala poslední z děl sto obrazů čítající série, ozval se požární alarm. Grace, která na ni dávala pozor, aby neodešla z pokoje a jen malovala, vyšla zjistit, co se děje. Když odešla, objevil se ve dveřích Angel Delaporte. Trval na tom, že musí jít s ním, že se na ostrově děje něco divného a že je Misty v ohrožení. Ta už měla plné zuby toho, jak se jí plete do života a proto odmítala jít ze schodů bez vysvětlení. Ten jí řekl, že prášky, které jí doktor předepisuje, jsou jedy používané v malířských barvách, které otrávily velké malíře v době, kdy tvořili velká mistrovská díla a že jí tak doktor úmyslně způsobuje migrény a bolest. Angel dále vyprávěl, že domy zapaluje Přímořská aliance proti betonové lobby, zkráceně PABBL. Misty se mu svěří, že je Tabi mrtvá, on tomu ale nevěří, stejně jako nevěří, že by potřebovala sádru. Tvrdí, že se na ostrově děje něco paranormálního. Prý není možné, aby tak dokonale kreslila. Všechny její přímky a úhly jsou dokonalé, prý je to dílo ďábla, jako by do ní vstoupil nějaký zlý duch a vedl jí ruku. Delaporte také vyprávěl, jak se na škole zamiloval do Petera, ale on nemohl odejít s ním, protože musel dodržet nějakou zvláštní ostrovní tradici, kterou mu nikdy pořádně nevysvětlil. Jen to, že prý si musí vzít umělkyni, Misty, aby zachránil rodinu a ostrov. Když se Peter pokusil zabít, měl v kufru sbalené zavazadlo, což Misty nikomu neřekla. Peter chtěl utéci od rodiny s Angelem. Proto si najal právě jeho na přestavbu svého pronajatého domu. Peter prý také zapečetil jednu místnost v hotelu, pokoj 313. Podle Angela psal Peter psal vzkazy ne jako výhrůžky, ale jako varování. A také se nepokusil zabít sám, ale byl zavražděn. Misty najednou došlo, že ji Peter nikdy nemiloval, že byl asi gay. Z chodby se začaly ozývat hlasy hledající Misty, Delaporte kvapně odešel s křikem, že jde pro policii.
Misty se sádrou neodešla z hotelu, místo toho byla opět zavřena do svého pokoje.
Vše se připravovalo na velkou vernisáž na počest Misty, Grace přešila její svatební šaty na nové. V době, kdy Misty jen malovala, shodila hodně váhy, proto to šlo dobře. Domalovala všech sto obrazů, aniž by je viděla. Doktor Touchet ji chválil a vysvětloval, že brzy přijede obrovské množství lidí na výstavu, která se pořádá. Během řeči se zmíní o tom, že když se stane nějaké velké neštěstí, všechny firmy platí za to, aby na tom místě nebyla žádná jejich reklama, jsou ochotny zaplatit velké jmění, aby si veřejnost nijak nespojovala tragédii s jejich firmou. Misty vzpomínala na dobu, kdy se na ostrov přistěhovali. V té době zde nebyl žádný turistický ruch, žádní letní lidé, byl to opravdový ráj. V té době začaly docházet ostrovu peníze, začal se proto budovat projekt na rekonstrukci vyhořelého hotelu na kopci, do jehož znovupostavení a přilákání turistů se později vrazily poslední peníze. Když bylo Tabi deset, otevřel se znovu hotel přišly davy turistů, zmizel klid a místní začali pracovat pro pohodlí turistů. Tři roky na to byl Peter nalezen v autě. A pak začali volat lidé, že se ztratily jejich pokoje. Doktor Touchet odešel a řekl, že za chvilku se přijde servírka zeptat, co chce k večeři.
Misty se jednou dívala z pokoje v podkroví dolů na pláž a spatřila dva kluky, jak se baví a kouří. V jednom z nich pozná Tabi, ostříhanou na ježka, pokuřující a flirtující s cizincem. Misty začala křičet dolů a chtěla se dostat ven, ale v tom přišla slečna a stáhla ji zpět do pokoje. Misty řekla, že chce tlustý steak, takže dostala velký ostrý nůž a celou noc si pižlala sádru. Ráno přišla dolů do haly, nohy a sukni celou od krve a v ruce ještě zakrvácený nůž. Tam společně s Grace seděl i detektiv Stilton. Misty vyhrkla, že Tabi není mrtvá, což detektiva překvapilo, netušil, že by Tabi měla být mrtvá. V tom se za ní Tabi objevila. Sedící se zrovna bavili o tom, že lidi z PABBL někoho zabili, a Misty bylo vysvětleno, že byl v noci nalezen ubodaný Angel Delaporte ve svém domě. Dále se mluví jen o chystané výstavě.
Misty se vydá do pokoje 313. Ten je zrekonstruovaný a nově vytapetovaný, ale Peter byl známý tím, že je spíše nezodpovědný flákač, na něj to byla příliš dokonalá práce, proto si Misty myslela, že chtěl někdo překrýt tapetou vzkaz od Petera. Tapety strhala a pod ní stál text zanechaný Peterem.
Peter nikdy Misty nemiloval, ale musel si ji vzít. Píše, že se nenechá zabít tak, jako byl zabit manžel Maury Kincaidové, Constance Burtonové a předchozích malířek, které potkal stejný osud. Píše, že odchází s Angelem. Misty je mu líto, ale nedá se s tím nic dělat. Nechce provést plán ostrovanů dokonce, chce, aby se Tabina generace o sebe postarala sama, tak že to bude mnohem lepší a že životní způsob klidu a míru, který na ostrově vládl, je třeba zachránit jinak než tragédií. Celý text je věnován jeho otci, Harrymu Wilmotovi.
V hale jsou rozvěšené obrazy na výstavu, ale jsou zakryty, čekají na zahájení. Navzájem na sebe navazují, tvoří dlouhou nástěnnou malbu, odkryty jsou jen boky, aby bylo možné navázat další obraz. Všichni se na vernisáž připravují a těší, Misty se do toho ale nechce. Místo toho nasedá do auta a krade Grace deník. Na odjezdu z ostrova v něm listuje. Grace popsala celý její život, všechny její nálady a činy tak, jak se odehrály, jako by psala román. Jede do nemocnice a rozmlouvá s polomrtvým Peterem v kómatu. Vede si monolog o tom, nechce dovolit zničení ostrova turisty, ale také si nemyslí, že by měl někdo za tu cenu zemřít. Myslí si, že doby nezapalovala žádná aliance, ale obyvatelé ostrova, kteří se snažili vyhnat turisty. Misty si uvědomuje, že jediným způsobem, jak ostrov zachránit, je způsobit něco zlého, čím všem letním lidem zoškliví ostrov a firmy si za velké poplatky stáhnou zpět své reklamy. Misty si uvědomuje, že nenávidí turisty, kteří na ostrov přitáhnou svůj zlý způsob života plný odpadků a drog a nechce tomu vystavit Tabi. Proto se na ostrov vrací. Misty si ale uvědomuje, že Petera milovala. Minimálně za to, že v ní věřil.
Misty dorazila do domu Wilmotových, který už opět patřil rodině. Připravovali se na vernisáž. Misty se svěřila, že ať se má stát cokoliv, že tomu zamezí. Zavolala policii, hasiče, sanitky a televizi. Grace jen poznamenala, že tomu se nedá zamezit a že takhle jen bude více obětí. Misty řekla, že ukradla deník, načež se za ní objevil Harry, Peterův údajně mrtvý otec, a řekl, že co je její, nemůže ukrást. To on zabil Delaporteho a pokusil se zabít Petera. A to on zapaloval všechny ty domy, do nichž Peter schovával svá varování, aby lidi nejezdili na ostrov.
Harry vysvětluje: Jako umělkyně nemůže Misty neuspět, protože v předchozích životech byla úspěšnými umělci a tento cyklus se pořád opakuje, aby zachoval tvář ostrova. Byla Maura Kincaidová i Constance Burtonová. Její deník se shoduje s deníky umělkyň předchozích. Je to nezbytné, aby ostrované dokázali předvídat její reakce a mohli s ní správně manipulovat. Každých sto let, když ostrovu dojde bohatství, jsou všichni mladíci vysláni na umělecké vysoké školy vybaveni starými ošoupanými šmuky a bižuterií. Dívka, kterou tyto šmuky okouzlí, je ta vyvolená, kterou si musí mladík vzít a přivést na ostrov, protože ona svou uměleckou výstavou přinese bohatství ostrovu a vyžene z něj turisty. Jen se musí správně mučit, aby své umění vytvářela v bolestech a proto by pak bylo tak dobré. Umění se rodí z utrpení, proto jí je v každém životě zabit manžel a jedno dítě. Čistě pro úplnost, už v první inkarnaci byla Misty přitahována blýskavými cetkami a to jí zůstalo, podle toho se vždy pozná v dalších životech. Každý mladík z postižené generace ví, že pokud on najde tu vyvolenou, bude ho to stát život. Proto se snaží nepůsobit právě vábně v naději, že vyvolenou najde někdo jiný.
Tohle všechno vypráví Misty před hotelem v autě detektivu Stiltonovi. Nechce jít dovnitř, aby neudělala stejnou chybu jako vždy, i když neví jakou, ale když tam vběhne Tabi, jde ji zachránit. Je požádána, aby na úvod výstavy pronesla pár slov a proto křičí, ať všichni utečou, že všichni zemřou a že hoří. Detektiv Stilton vejde dovnitř a zatkne ji pro vraždu Delaporteho (ráno po vraždě přišla od krve a s nožem a je jisté, že měla přístup do domu, který dřív patřil Wilmotům, kromě toho byl Angel milencem Petera) a za pokus o vraždu Petera (ten ji chtěl opustit). Detektiv ji odvede pryč a sám se jde podívat zpět dovnitř. Misty je převezena do vazební cely na pevnině. Uvnitř najde nápis „Jestli jsi tady, zase jsi prohrála“ od Constance Burtonové. Z okénka pak pozoruje plápolavý ohýnek, to jak hoří hotel Potchkeysea. Uvnitř zahynulo přes sto dvacet lidí, Tabi se ale intuitivně dostala ven.
Hotel shořel, turisté zmizeli, reklamy zmizely, Misty s Tabi byly volné a díky vysokým životním pojistkám Harryho a Grace i dost bohaté. Před odjezdem z ostrova se jdou podívat do mauzolea, kde leží mrtvoly Maury a Constance. Misty má chuť říci světu, co se na ostrově stalo, ale v tom případě by musela udat Tabi. Ta totiž zapálila šaty Harrymu a Grace a to vyvolalo požár, čímž zachránila ostrov a životní styl. Misty opět dokončila svou práci.
A protože Misty ví, že neexistuje místo, kde by celé vyprávění, celý deník mohla zanechat tak, aby ho našla jen ona v budoucím životě a mohla tak všemu předejít, posílá příběh poté, co si změní jméno, na adresu Chucka Palahniuka.
Román je pro Palahniuka v mnoha směrech netypický. V současné literatuře poměrně vzácná deníková forma a také u něj výjimečná ženská hlavní postava, stejně jako celá tematika a úvahové části díla ukazují Palahniukovu snahu najít nový styl, spíše vážnější a umělečtější oproti prvním knihám, jež představovaly spíše autorovu zpověď a snahu o překonání svých frustrací. Přesto ale užívá mnohé techniky ze starších děl, zejména výrazné refrény („to vás na výtvarné škole nenaučí“), využívání podivných znalostí (časté narážky na různé obličejové svaly) a prokládání epických pasáží (které se v tomto díle prakticky nevyskytují) rozsáhlými filosofickými úvahami.